# Neheb
Neheb va ser un governant del Període protodinàstic d'Egipte que va regnar al delta del Nil.
Altres grafies del seu nom, en altres llengües: Niheb.
És esmentat a la Pedra de Palerm, una inscripció pètria que conté els noms de diversos mandataris predinàstics del Baix Egipte.

## Titulatura
|  |

|  |

|  |

|  |

|  |

|  |

|  |

|  |

| Predecessor: Thesh | Faraó Període protodinàstic d'Egipte | Successor: Wazner |